# 변사체검시방해죄
변사체검시방해죄(變死體檢視妨害罪)는 변사자의 사체 또는 변사의 의심 있는 사체를 은닉 또는 변경하거나 기타 방법으로 검시를 방해함으로써 성립하는 범죄이다. 정당한 이유 없이 변사체 또는 사태가 있는 현장을 변경한 때에는 경범죄처벌법에 해당한다.

## 조문
형법 제163조(변사체검시방해) 변사자의 사체 또는 변사의 의심 있는 사체를 은닉 또는 변경하거나 기타 방법으로 검시를 방해한 자는 700만원 이하의 벌금에 처한다.
변사체검시방해죄에서 사인이 명백한 경우는 변사자라 할 수 없으므로, 범죄로 인하여 사망한 것이 명백한 자의 시체는 변사체검시방해죄의 객체가 될 수 없다.